# Liste der Venuskrater/B
| Name          | Position          | ⌀       | Benannt nach                                                                                                   |
| ------------- | ----------------- | ------- | --- |
| Bachira       | 26,5° N, 10° O    | 7,3 km  | algerischer Vorname                                                                                            |
| Badarzewska   | 22,6° S, 137,2° O | 29,6 km | Thekla Badarzewska (1834–1861), polnische Komponistin                                                          |
| Bahriyat      | 50,3° N, 2,5° W   | 5 km    | Vorname der Kumyken                                                                                            |
| Baker         | 62,5° N, 40,3° O  | 109 km  | Josephine Baker (1906–1975), amerikanische Tänzerin und Sängerin                                               |
| Bakisat       | 26° N, 3,2° W     | 7,4 km  | tschetschenischer Vorname                                                                                      |
| Balch         | 29,9° N, 77,1° W  | 40 km   | Emily Greene Balch (1867–1961), US-amerikanische Nationalökonomin, Pazifistin und Friedensnobelpreisträgerin   |
| Ban Zhao      | 17,1° N, 147° O   | 39 km   | Ban Zhao (ca. 45–116), chinesische Hofdame und Historikerin                                                    |
| Baranamtarra  | 17,9° N, 92,2° W  | 25,5 km | Baranamtarra, Königin von Lagaš, Gattin von Lugal-anda (24. Jahrhundert v. Chr.)                               |
| Barauka       | 10,6° N, 13,7° W  | 12,9 km | Vorname der Hausa                                                                                              |
| Barrera       | 16,6° N, 109,4° O | 27 km   | Olivia Barrera (* 1562), spanische Verfasserin medizinischer Schriften                                         |
| Barrymore     | 52,3° S, 164,3° W | 56,6 km | Ethel Barrymore (1879–1959), amerikanische Schauspielerin                                                      |
| Barsova       | 61,3° N, 137° W   | 76 km   | Walerija Wladimirowna Barsowa (1892–1967), russische Sopranistin                                               |
| Barto         | 45,3° N, 146,3° O | 48 km   | Agnija Lwowna Barto (1906–1981), russische Dichterin                                                           |
| Barton        | 27,4° N, 22,5° W  | 52,2 km | Clara Barton (1821–1912), Begründerin des amerikanischen Roten Kreuzes                                         |
| Bascom        | 10,4° S, 57,8° W  | 34,6 km | Florence Bascom (1862–1945), US-amerikanische Geologin                                                         |
| Bashkirtseff  | 14,7° N, 166° W   | 36,2 km | Marie Bashkirtseff (ca. 1859–1884), russische Malerin                                                          |
| Bassi         | 19° S, 64,6° O    | 31 km   | Laura Bassi (1711–1778), italienische Physikerin und Mathematikerin                                            |
| Bathsheba     | 15,1° S, 49,5° O  | 32,3 km | Bathseba, Mutter König Salomos                                                                                 |
| Batten        | 15,2° N, 142,6° W | 65 km   | Jean Batten (1909–1982), neuseeländische Fliegerin                                                             |
| Batya         | 72,7° N, 124,6° W | 9,3 km  | hebräischer Vorname                                                                                            |
| Beecher       | 13° N, 106,6° W   | 40,4 km | Catharine Beecher (1800–1878), US-amerikanische Pädagogin und Schriftstellerin                                 |
| Behn          | 32,4° S, 142° O   | 25,4 km | Aphra Behn (1640–1689), englische Schriftstellerin                                                             |
| Bender        | 13° S, 32,6° W    | 39,8 km | Heidi Julia Bender (1979–1991), amerikanische Kinderbuchautorin und Künstlerin                                 |
| Berggolts     | 63,5° S, 53° O    | 29,5 km | Olga Fjodorowna Bergholz (1910–1975), russische Schriftstellerin                                               |
| Bernadette    | 46,6° S, 74,4° W  | 12,8 km | französischer Vorname                                                                                          |
| Bernhardt     | 31,6° N, 84,4° O  | 25,3 km | Sarah Bernhardt (1844–1923), französische Schauspielerin                                                       |
| Bernice       | 40,7° S, 14,8° O  | 12,6 km | griechischer Vorname                                                                                           |
| Berta         | 62° N, 38° W      | 20 km   | finnischer Vorname                                                                                             |
| Bette         | 24,6° S, 12,1° W  | 7,2 km  | deutscher Vorname                                                                                              |
| Bickerdyke    | 82° S, 171,3° O   | 36,3 km | Mary Ann Bickerdyke (1817–1901), US-amerikanische Krankenschwester                                             |
| Bineta        | 57,3° N, 144,1° O | 10,7 km | Vorname der Mandinka                                                                                           |
| Birute        | 36,1° N, 32° O    | 22,3 km | litauischer Vorname                                                                                            |
| Blackburne    | 11° N, 176,1° W   | 30,5 km | Anna Blackburne (1726–1793), englische Biologin                                                                |
| Blanche       | 9,3° S, 157° O    | 12,3 km | französischer Vorname                                                                                          |
| Blixen        | 60,1° S, 145,7° O | 20,8 km | Karen Blixen (1885–1962), dänische Schriftstellerin                                                            |
| Bly           | 37,7° N, 54,5° W  | 18,7 km | Nellie Bly (1867–1892), US-amerikanische Journalistin und Weltreisende                                         |
| Boivin        | 4,3° N, 60,5° W   | 20,4 km | Marie Anne Boivin (1773–1847), französische Hebamme und Verfasserin von Schriften über Geburtshilfe            |
| Boleyn        | 24,4° N, 139,9° W | 70,4 km | Anne Boleyn (1507–1536), englische Königin                                                                     |
| Bonnevie      | 36,1° S, 127° O   | 92,2 km | Kristine Bonnevie (1872–1948), norwegische Biologin                                                            |
| Bonnin        | 6,3° S, 117,6° O  | 28,5 km | Gertrude Simmons Bonnin (1876–1938), indianische Schriftstellerin, bekannt unter ihrem Dakota-Namen Zitkala-Ša |
| Boulanger     | 26,6° S, 99,2° O  | 71,5 km | Nadia Boulanger (1881–1979), französische Pianistin und Komponistin                                            |
| Bourke-White  | 21,2° N, 147,9° O | 33,6 km | Margaret Bourke-White (1905–1971), US-amerikanische Photojournalistin                                          |
| Boyd          | 39,4° S, 138,6° W | 22 km   | Louise Boyd (1887–1972), US-amerikanische Polarforscherin und Grönlandforscherin                               |
| Boye          | 9,6° S, 67,7° W   | 28 km   | Karin Boye (1900–1941), schwedische Schriftstellerin                                                           |
| Bradstreet    | 16,5° N, 47,7° O  | 36 km   | Anne Bradstreet (ca. 1612–1672), amerikanische Dichterin                                                       |
| Bridgit       | 45,3° S, 11,1° W  | 10 km   | irischer Vorname                                                                                               |
| Brooke        | 48,4° N, 63,4° W  | 22,9 km | Frances Brooke (1724–1789), kanadische Schriftstellerin                                                        |
| Browning      | 28,3° N, 4,9° O   | 23,4 km | Elizabeth Barrett Browning (1806–1861), britische Dichterin                                                    |
| Bryce         | 62,5° S, 163° W   | 23,9 km | Lucy Meredith Bryce (1897–1968), australische Hämatologin                                                      |
| Buck          | 5,7° S, 10,4° W   | 21,8 km | Pearl S. Buck (1892–1973), US-amerikanische Schriftstellerin                                                   |
| Budevska      | 0,5° N, 143,2° O  | 18 km   | Adriana Budewska (1878–1955), bulgarische Schauspielerin                                                       |
| Bugoslavskaya | 23° S, 59,6° W    | 29,9 km | Jewgenija Jakowlewna Bugoslawskaja (1899–1960), russische Astronomin                                           |